# Marcel Besson MB-35
Le Marcel Besson MB-35 était un avion militaire de l'entre-deux-guerres français. Cet hydravion de reconnaissance, construit par Marcel Besson pour la Marine nationale française, était conçu pour être embarqué à bord du sous-marin Surcouf. Le premier avion a été détruit au cours des essais et le deuxième a été converti en MB.41, prototype du Marcel Besson MB-411, qui a été utilisé sur le Surcouf.

### Aéronefs comparables
- Hansa-Brandenburg W.20
- LFG V-19
- Caspar U.1
- Cox-Klemin XS
- Marcel Besson MB-411